# Fury’s Big Week
Marvel’s The Avengers Prelude: Fury’s Big Week, или просто Fury’s Big Week — ограниченная серия комиксов, которую издала компания Marvel Comics в качестве официального дополнения к Кинематографической вселенной Marvel (КВМ), в частности, к фильму «Мстители» 2012 года. За сценарий отвечали Эрик Пирсон и Кристофер Йост. Комикс показывает события, произошедшие с Ником Фьюри и несколькими агентами «Щ.И.Т.а» до событий «Мстителей».

## Отзывы
На сайте Comic Book Roundup серия комиксов имеет оценку 8 из 10. СиДжей Уиллер из Den of Geek похвалил серию комиксов и отмечал, что её тон «на данный момент идеально подходит для Кинематографической вселенной Marvel и заставляет задуматься о том, что будет дальше».

## Выпуски
| Номер | Название        | Дата выхода обложки | Предполагаемый объём продаж (первый месяц) |
| ----- | --------------- | ------------------- | ------------------------------------------ |
| 1-2   | «Chapter One»   | апрель 2012         | 19 829 — 92 место в Северной Америке       |
| 3-4   | «Chapter Two»   | май 2012            | 17 975 — 101 место в Северной Америке      |
| 5-6   | «Chapter Three» | июнь 2012           | 14 442 — 128 место в Северной Америке      |
| 7-8   | «Chapter Four»  | июнь 2012           | 14 070 — 131 место в Северной Америке      |

### Сборники
| Название        | Собранный материал   | Кол-во страниц | Дата выхода | ISBN           |
| --------------- | -------------------- | -------------- | ----------- | -------------- |
| Fury’s Big Week | Fury’s Big Week #1-8 | 96             | 16 мая 2012 | 978-0785163411 |

## Адаптации
Эпизод «Что, если… мир утратил бы своих величайших героев?» из мультсериала 2021 года «Что, если…?» является переосмыслением комикса.